# عشق و جسارت
عشق و جسارت (انگلیسی: Love and Courage) یک فیلم کوتاه کمدی به کارگردانی هنری لرمن است که در سال ۱۹۱۳ منتشر شد.

## گزیدهٔ بازیگران
- راسکو آرباکل
- میبل نورماند
- فورد استرلینگ